# W3C验证服务
由万维网联盟（W3C）提供的驗證服務可以為互聯網用戶檢查HTML文件是否符合HTML或XHTML標準。這可以向網頁設計師提供快速檢查網頁錯誤的方法。

## 历史
W3C驗證服務的前身為Gerald Oskoboiny發起的一個計畫，The Kinder, Gentler HTML Validator而The Kinder, Gentler HTML Validator則由Dan Connolly和Mark Gaither繼續開發成一個更準確的，第一個線上HTML驗證器，並於1994年7月13日發布。
於1997年9月，Oskoboiny開始為W3C工作，而於1997年12月18日，W3C宣布W3C HTML Validator以他的作品為基礎發布。

## 驗證方式
（X）HTML驗證工具將網頁與W3C標準比較。標準則根據文件宣告的版本而驗證工具會讀取DOCTYPE宣告而決定使用的標準。當驗證工具讀取到網頁及決定使用的標準後，驗證工具將會檢查錯誤，例如元素開關的遺漏，引號的遺漏及其他代碼錯誤。驗證工具隨後會建立報告，指出文件是否正確。錯誤則會以列表方式顯示。某些錯誤，例如遺漏元素關閉，可以造成數個，甚至過百個錯誤。但是網頁設計師則只需要處理第一個出現的錯誤並排除餘下連串的錯誤。

## 瀏覽器相容
大部分主流的瀏覽器都會容許某些的錯誤，並可以成功顯示出網頁，即使網頁的結構是不正確的。某些的XML文件亦可以參照內嵌或外部的DTD驗證。W3C亦提供HTML/XHTML以外的網絡技術如MathML或CSS的驗證工具。

## CSS驗證
當W3C及其他HTML/XHTML驗證工具檢查網頁的結構時，同時亦需要一個獨立的驗證工具來檢查是否正確CSS。CSS驗證工具使用與HTML/XHTML驗證工具類似的驗證方式，即是將CSS文件與標準比較。

## 參看
- HTML Tidy，由W3C的Dave Raggett開發的離線驗證工具
- HTML
- XHTML

## 外部連結
- The W3C Markup Validation Service（页面存档备份，存于）
- The W3C CSS validation Service（页面存档备份，存于）